# Henrik Castegren
Henrik Rönnlöf Castegren, född 28 mars 1996 i Norrköping, är en svensk fotbollsspelare som spelar för IK Sirius.

## Klubbkarriär
Castegren började spela fotboll i IFK Norrköping som fyraåring. Under säsongerna 2014 och 2015 var han utlånad till IF Sylvia. Han spelade 23 matcher och gjorde ett mål för Sylvia i Division 1 2014.
Den 22 maj 2016 gjorde Castegren allsvensk debut i en 2–2-match mot Örebro SK, där han byttes in i den 87:e minuten mot Tesfaldet Tekie.
I maj 2018 lånades Castegren ut till Degerfors IF. I oktober 2018 skrev Castegren på ett nytt treårskontrakt med IFK Norrköping. När kontraktet med IFK Norrköping gick ut i december 2021 valde Henrik Castegren att lämna klubben.
Den 18 februari 2022 presenterade Ekstraklasalaget Lechia Gdańsk värvningen av Rönnlöf Castegren, på ett kontrakt som sträckte sig till juli 2024.
Efter en kort, kaotiskt och misslyckad sejour i Polen och dess Ekstraklasa, återvände Rönnlöf Castegren till Sverige, då han i juni 2023 skrev på för uppsalalaget IK Sirius. Under säsongen 2024 tillgavs ”Casten” kaptensbindeln i IK Sirius, efter Daniel Stenssons övergång till Djurgårdens IF. Efter säsongen 2024 lämnade han klubben.
I februari 2025 skrev Castegren på för ungerska Debrecen.
Sommaren 2025 återvände Castegren till IK Sirius för en andra sejour i klubben.

## Landslagskarriär
Den 17 november 2024 inkallades Rönnlöf Castegren till det svenska A-herrlandslaget, inför landskampen mot Azerbajdzjan i UEFA Nations League. 

## Karriärstatistik
| Klubb                                                      | Säsong            | Inhemsk liga         | Inhemsk liga | Inhemsk liga | Nat. täv. | Nat. täv. | Internat. täv. | Internat. täv. | Totalt | Totalt |
| Klubb                                                      | Säsong            | Serie                | SM           | Mål          | SM        | Mål       | SM             | Mål            | SM     | Mål    |
| ---------------------------------------------------------- | ----------------- | -------------------- | ------------ | ------------ | --------- | --------- | -------------- | -------------- | ------ | ------ |
| IFK Norrköping                                             | 2016              | Allsvenskan          | 4            | 0            | 3         | 1         | 0              | 0              | 7      | 1      |
| IFK Norrköping                                             | 2017              | Allsvenskan          | 0            | 0            | 0         | 0         | 0              | 0              | 0      | 0      |
| IFK Norrköping                                             | 2018              | Allsvenskan          | 9            | 0            | 3         | 0         | 0              | 0              | 12     | 0      |
| IFK Norrköping                                             | 2019              | Allsvenskan          | 13           | 0            | 3         | 0         | 3              | 0              | 19     | 0      |
| IFK Norrköping                                             | 2020              | Allsvenskan          | 27           | 2            | 0         | 0         | 0              | 0              | 27     | 2      |
| IFK Norrköping                                             | 2021              | Allsvenskan          | 27           | 1            | 1         | 0         | 0              | 0              | 28     | 1      |
| IFK Norrköping                                             | Totalt i klubblag | Totalt i klubblag    | 80           | 3            | 10        | 1         | 3              | 0              | 93     | 4      |
| IF Sylvia (lån)                                            | 2014              | Div 1 Norra          | 23           | 1            | 1         | 0         | 0              | 0              | 24     | 1      |
| IF Sylvia (lån)                                            | 2015              | Div 2 Södra Svealand | 24           | 5            | 2         | 1         | 0              | 0              | 26     | 6      |
| IF Sylvia (lån)                                            | 2016              | Div 2 Södra Svealand | 25           | 0            | 1         | 0         | 0              | 0              | 26     | 0      |
| IF Sylvia (lån)                                            | Totalt i klubblag | Totalt i klubblag    | 72           | 6            | 4         | 1         | 0              | 0              | 76     | 7      |
| Degerfors IF (lån)                                         | 2018              | Superettan           | 6            | 1            | 0         | 0         | 0              | 0              | 6      | 1      |
| Degerfors IF (lån)                                         | Totalt i klubblag | Totalt i klubblag    | 6            | 1            | 0         | 0         | 0              | 0              | 6      | 1      |
| Lechia Gdańsk                                              | 2021-22           | Ekstraklasa          | 0            | 0            | 0         | 0         | 0              | 0              | 0      | 0      |
| Lechia Gdańsk                                              | 2022-23           | Ekstraklasa          | 7            | 0            | 1         | 0         | 0              | 0              | 8      | 0      |
| Lechia Gdańsk                                              | Totalt i klubblag | Totalt i klubblag    | 7            | 0            | 1         | 0         | 0              | 0              | 8      | 0      |
| IK Sirius                                                  | 2023              | Allsvenskan          | 17           | 1            | 1         | 1         | 0              | 0              | 18     | 2      |
| IK Sirius                                                  | 2024              | Allsvenskan          | 28           | 1            | 4         | 1         | 0              | 0              | 32     | 2      |
| IK Sirius                                                  | Totalt i klubblag | Totalt i klubblag    | 45           | 2            | 5         | 2         | 0              | 0              | 50     | 4      |
| Antal matcher och mål är korrekt per den 11 november 2024. |                   |                      |              |              |           |           |                |                |        |        |